# Leticia Dolera
Leticia Dolera (Barcellona, 23 ottobre 1981) è un'attrice e regista spagnola, nota per il suo ruoli da protagonista nel film horror spagnolo del 2012 Rec 3 - La genesi, nel film del 2003 Imagining Argentina e nella serie televisiva britannica Mad Dogs.

## Filmografia parziale

### Cinema
- Imagining Argentina (2003)
- Imago mortis, regia di Stefano Bessoni (2008)
- Rec 3 - La genesi (2012)
- The Last Days, regia di David Pastor e Alex Pastor (2013)
- Veronica (Verónica), regia di Paco Plaza (2017)
- Chi canterà per te? (Quién te cantará), regia di Carlos Vermut (2018)

### Televisione
- Mad Dogs (2011)

## Riconoscimenti
- Premio Sant Jordi
  - 2012 – Premio come miglior attrice nel film Rec 3 – La genesi[1]
- Premio Goya
  - 2016 – candidatura come il miglior regista esordiente nel film Requisitos para ser una persona normal